# Bipe
O bipe, bip ou beep é um sinal audível emitido por um computador ou outra máquina através de um alto-falante.

## Informática
Em Informática, o som pode ser reproduzido em alguns terminais pelo caractere de controle da tabela ASCII BEL, cujo código é 7 (^G). O bipe serve também para sinalizar erros no BIOS, por exemplo durante o processo de iniciação.

## Banda desenhada
O bipe é usado também como onomatopeia, especialmente em histórias em quadrinhos.

## Telecomunicação
Em telecomunicação, o bipe é usado — entre outros — para avisar sobre uma chamada em espera, além de avisar quando deve deixar uma mensagem gravada em uma Secretária eletrônica. Na rádio e na televisão é usado — entre outros — para censurar ou disfarçar palavras, informações críticas (como nomes e lugares reais) e palavras de baixo calão.
No Brasil, a palavra "bipe" também pode ser usada como um sinônimo para o dispositivo pager, o qual é conhecido por emitir onomatopeicamente tal som ao receber mensagens. 